# BD-07 436
BD-07 436 eller WASP-77, är en dubbelstjärna belägen i norra delen av stjärnbilden Valfisken. Den har en kombinerad skenbar magnitud av ca 10,12 och kräver ett teleskop för att kunna observeras. Baserat på parallax enligt Gaia Data Release 2 på ca 9,48 mas beräknas den befinna sig på ett avstånd av ca 344 ljusår (ca 105 parsec) från solen. Den rör sig närmare solen med en heliocentrisk radialhastighet av ca -12 km/s.

## Egenskaper
Primärstjärnan i BD-07 436 A är en gul till vit stjärna i huvudserien av spektralklass G8, som har koncentration av tunga grundämnen som liknar solens. Stjärnorna visar måttlig kromosfärisk aktivitet, med bland annat röntgenstrålning. Den har en massa av ca 0,9 solmassa, en radie av ca 0,9 solradie och utsänder energi från dess fotosfär motsvarande ca 0,75 gånger solen vid en effektiv temperatur av ca 5&nbs600 K. Stjärnan roterar snabbt och drivs av tidvatteneffekt som höjs av jätteplaneten BD-07 436Ab i dess snäva omloppsbana.
Följeslagaren BD-07 436 B är en orange till gul stjärna i huvudserien av spektralklass K5. Den har en massa av ca 0,7 solmassa, en radie av ca 0,7 solradie och har en effektiv temperatur av ca 5&nbs600 K. Den kretsar kring primärstjärnan på ett avstånd av 461 +200−140 AE.

## Planetsystem
År 2012 upptäcktes en exoplanet i form av en het Jupiter, BD-07 436 Ab, i transit på en mycket snäv, cirkulär bana. Planeten kan ha ett förlängt gashölje och tappar massa. Dess jämviktstemperatur är 1 715 ± 25 K, natttemperaturen uppmätt 2019 är 1 786 ± 84 K, och planettemperaturen på dagtid uppmätt 2020 är 1 842 +34−33 K.
Vattenånga upptäcktes på dagsidan av BD-07 436 Ab, vilket tyder på ett C/O-förhållande som liknar solens eller till och med lägre.
| Planet | Massa           | Halv storaxel (AE) | Siderisk omloppstid (d)        | Excentricitet         | Inklination       | Radie                 |
| ------ | --------------- | ------------------ | ------------------------------ | --------------------- | ----------------- | --------------------- |
| b      | 1,667 ± 0,64 MJ | 0,02335 ± 0,00043  | 1,36002854+0,00000062−0,000054 | 0,0074 +0,0069−0,0049 | 88,91 +0,74−0,95° | 1,230 +0,031−0,029 RJ |